# Ulrike Müller (Juristin)
Ulrike Müller (* 2. September 1968 in München) ist eine deutsche Richterin am Bundesgerichtshof und am Bayerischen Verfassungsgerichtshof.

## Leben und Wirken

### Juristische Karriere
Müller trat nach dem Ersten und Zweiten Juristischen Staatsexamen am 1. September 1996 in den bayerischen Justizdienst ein. Zunächst wurde sie als Staatsanwältin bei der Staatsanwaltschaft Landshut und später im Bayerischen Staatsministerium der Justiz eingesetzt, wo sie 1999 zur Regierungsrätin ernannt wurde. Im November 1999 wechselte sie als Richterin an das Landgericht München I, wurde aber bereits im Oktober 2000 als wissenschaftliche Mitarbeiterin an das Bundesverfassungsgericht abgeordnet, wo sie bis 2003 tätig war. Anschließend wurde sie wieder im Bayerischen Justizministerium eingesetzt, wo sie unter anderem fünf Jahre lang die Abteilung für Strafvollzug leitete und 2008 zur Ministerialrätin befördert wurde. Im Mai 2010 wurde sie zur Richterin am Oberlandesgericht München ernannt und einem Zivilsenat zugeordnet.

### Bayerischer Verfassungsgerichtshof
Am 14. Februar 2012 wurde Müller vom Bayerischen Landtag mit 130 von 148 Stimmen zum berufsrichterlichen Mitglied des Bayerischen Verfassungsgerichtshofes gewählt. Durch die Berufung an den Bundesgerichtshof musste Müller das Ehrenamt vorzeitig zum 1. Dezember 2015 aufgeben.

### Bundesgerichtshof
Im März 2015 wurde Müller vom Richterwahlausschuss zur Richterin am Bundesgerichtshof gewählt. Zum 2. Dezember 2015 übernahm sie das neue Amt und wurde dem vorwiegend für das Deliktsrecht und Arzthaftungsrecht zuständigen VI. Zivilsenat zugewiesen. Weiterhin ist sie seit Sommer 2018 Mitglied des Senats für Notarsachen.